# Carex timida
Carex timida är en halvgräsart som beskrevs av Robert Francis Cox Naczi och B.A.Ford. Carex timida ingår i släktet starrar, och familjen halvgräs. Inga underarter finns listade i Catalogue of Life.